# Tempestade tropical Wipha (2019)
A tempestade tropical Wipha foi um ciclone tropical que causou danos significativos no Vietname e na China. Wipha foi a décima primeira depressão e a nona tempestade tropical da temporada de tufões no Pacífico de 2019.

## História meteorológica
Em 30 de julho, uma depressão tropical formou-se no Mar da China Meridional, perto das ilhas Paracel e Ainão. No dia seguinte, ela se intensificou em uma tempestade tropical, e o JMA chamou-a de Wipha. Em 31 de julho, o JTWC transformou Wipha em uma tempestade tropical, com Wipha atingindo a ilha de Ainão em intensidade máxima. Em 3 de agosto, Wipha enfraqueceu para uma depressão tropical depois de atingir a região norte da província de Quang Ninh, trazendo chuvas torrenciais e fortes rajadas para as localidades do norte e centro-norte. Em 4 de agosto, Wipha dissipou-se às 12:00 UTC.

## Preparação e impacto

### Vietname
No Vietname, pelo menos 27 pessoas foram mortas. A província de Thanh Hoa foi a província mais atingida dentro do país, com 16 pessoas mortas, e as perdas totalizaram 1 milhão de milhões de dólares (US $ 43,1 milhões). Os danos na província de Sơn La alcançaram 28 mil milhões de đồng (US $ 1,21 milhão).

### China
Danos em Ainão e Quancim avaliados em ¥ 83,6 milhões (US $ 12 milhões).